# Бой при Долна Рибница
Битката при Долна Рибница е сражение между четата на Вътрешната македоно-одринска революционна организация, начело с Мануш Георгиев и османски войски и башибозук.
На 6 февруари 1908 година в село Долна Рибница, Петричко е насрочена нелегална конференция, за която се събират войводата Мануш Георгиев с четата си, войводата Васе Скендерски, четирима представители на околийския революционен комитет в Петрич – Александър Унев, Тома Митов, Михаил Вардев и Стоян Търнаджиев и местни дейци на ВМОРО от селото. След предателство селото е обкръжено от многоброен турски аскер и башибозук. Войводата извежда нелегалната чета и петричани извън селото и мобилизира местната селска чета, ръководена от Янко Стаменов. След драматично сражение, продължило през целия ден на 7 февруари в местността Трънката в Огражден планина загиват Мануш Георгиев и Васе Скендерски и още 22 дейци на ВМОРО.
Събитието остава в историята като Петричката епопея. На 31 март 1929 година на мястото на битката на един километър северно от Долна Рибница е открит паметник костница, в която са положени част от костите на героите. Днес местността се нарича от местните жители Манушов гроб.
Във връзка със 100-годишнината от гибелта на войводата на 8 февруари 2008 година в центъра на село Долна Рибница е открита паметна плоча.
| 1. Мануш Георгиев            | Турново       |
| 2. Васе Скендерски           | Берово        |
| 3. Запрьо Димитров Кьосев    | Негован       |
| 4. Наке Андонов Карчев       | Струмица      |
| 5. Стоян                     | Кавадарци     |
| 6. Симо                      | Кавадарци     |
| 7. Коте Ст. Комаров          | Моноспитово   |
| 8. Тиле Донев Дончевски      | Ново село     |
| 9. Миладин Малков            | ?             |
| 10. Костадин Заяков          | Зойчене       |
| 11. Александър Унев          | Велес         |
| 12. Стоян Алексов Таранджиев | Петрич        |
| 13. Тома Митов Марков        | Петрич        |
| 14. Михаил Вардев            | Петрич        |
| 15. Янко Стаменов            | Долна Рибница |
| 16. Костадин Йовчев          | Долна Рибница |
| 17. Димитър Ангелов          | Долна Рибница |
| 18. Филат Стратков           | Долна Рибница |
| 19. Стоян Василев            | Долна Рибница |
| 20. Вангел Стойков           | Долна Рибница |
| 21. Златин Василев           | Долна Рибница |
| 22. Илия Кочев               | Долна Рибница |
| 23. Златин Кочев             | Долна Рибница |
| 24. Ангел Иванов             | Долна Рибница |